# داني سانشيز (لاعب كرة قدم)
داني سانشيز (بالإسبانية: Dani Sánchez)‏ هو لاعب كرة قدم إسباني في مركز الهجوم، ولد في 10 نوفمبر 1984 في مالقة في إسبانيا. لعب مع نادي إنفرنيس ونادي جاز ونادي ويلينغتون فينيكس.

## وصلات خارجية
- داني سانشيز على موقع قاعدة بيانات كرة القدم.إي يو (الإنجليزية)
- داني سانشيز على موقع Soccerbase.com (لاعب) (الإنجليزية)
- داني سانشيز على موقع Soccerway.com (الإنجليزية)